# Relaciones Colombia-Ecuador
Las Relaciones Colombia-Ecuador se refieren a las relaciones entre la República de Colombia y la República del Ecuador. Ambas naciones se encuentran ubicadas en la parte noroccidental de Sudamérica y comparten una frontera terrestre de 586 km. Ambos son miembros de la Comunidad Andina y el Foro para el Progreso de América del Sur.

## Historia
Colombia y Ecuador remontan las relaciones diplomáticas oficiales establecidas desde diciembre de 1831 con la firma del Tratado de Pasto, en el cual ambos países se reconocieron mutuamente como estados soberanos. La misión diplomática ecuatoriana en Nueva Granada (Colombia) no se abrió hasta 1837. No fue hasta 1939 cuando Ecuador elevó el estatus de la misión diplomática a una embajada oficial. Colombia hizo lo mismo el año siguiente en 1940. Ambos países han tenido conflictos territoriales por Pasto, Popayán y Buenaventura.

### Guerra colombo-ecuatoriana
La guerra colombo-ecuatoriana empezó en julio de 1862 y terminó el 21 de diciembre de 1863 con el tratado de pinsaquí y el armisticio de Ibarra.

### Crisis diplomática de Colombia con Ecuador y Venezuela de 2008
El 1 de marzo de 2008, el ejército colombiano lanzó un ataque contra las FARC en el área fronteriza entre Colombia y Ecuador, que terminó con la muerte de unos 19 guerrilleros, incluido el segundo al mando del grupo, Raúl Reyes, y un soldado colombiano. El ataque apuntó a un campamento guerrillero a unos 1,8 km dentro del territorio ecuatoriano.
El presidente colombiano, Álvaro Uribe, llamó al presidente ecuatoriano, Rafael Correa, argumentando que las fuerzas colombianas habían cruzado la frontera durante el combate en busca de la guerrilla. Correa dijo que investigaría los hechos y luego acusó al presidente colombiano de estar mal informado o mentirle. La acusación se basó en la información proporcionada por el ejército ecuatoriano en el área bombardeada, describiendo lo que Correa más tarde llamó una "masacre". Según el presidente ecuatoriano, se encontraron cuerpos en ropa interior o pijamas en el campamento de la guerrilla, lo que indica que habrían estado durmiendo en el momento del bombardeo y que no hubo "persecución" como el presidente Uribe le había informado horas antes . El presidente ecuatoriano decidió entonces retirar a su embajador en Bogotá para consultas. Posteriormente, el gobierno colombiano se disculpó por sus acciones mientras acusaba al gobierno ecuatoriano de dar una conducta segura a las FARC. La Organización de los Estados Americanos autorizó a una misión para Colombia-Ecuador a promover el restablecimiento de la confianza entre los dos gobiernos a través de medidas de fomento de la confianza y prevenir y verificar cualquier incidente en la frontera. 
En respuesta al evento, el presidente de Venezuela, Hugo Chávez, declaró que si Colombia lanzara una operación similar dentro de las fronteras venezolanas, lo consideraría un casus belli y atacaría verbalmente al presidente colombiano. Chávez ordenó diez batallones de la guardia nacional venezolana a la frontera entre Colombia y Venezuela y cerró su embajada en Bogotá. Chávez también ofreció su apoyo al presidente ecuatoriano Correa.
En el 2011 se restableció las relaciones diplomáticas.

### Historia reciente

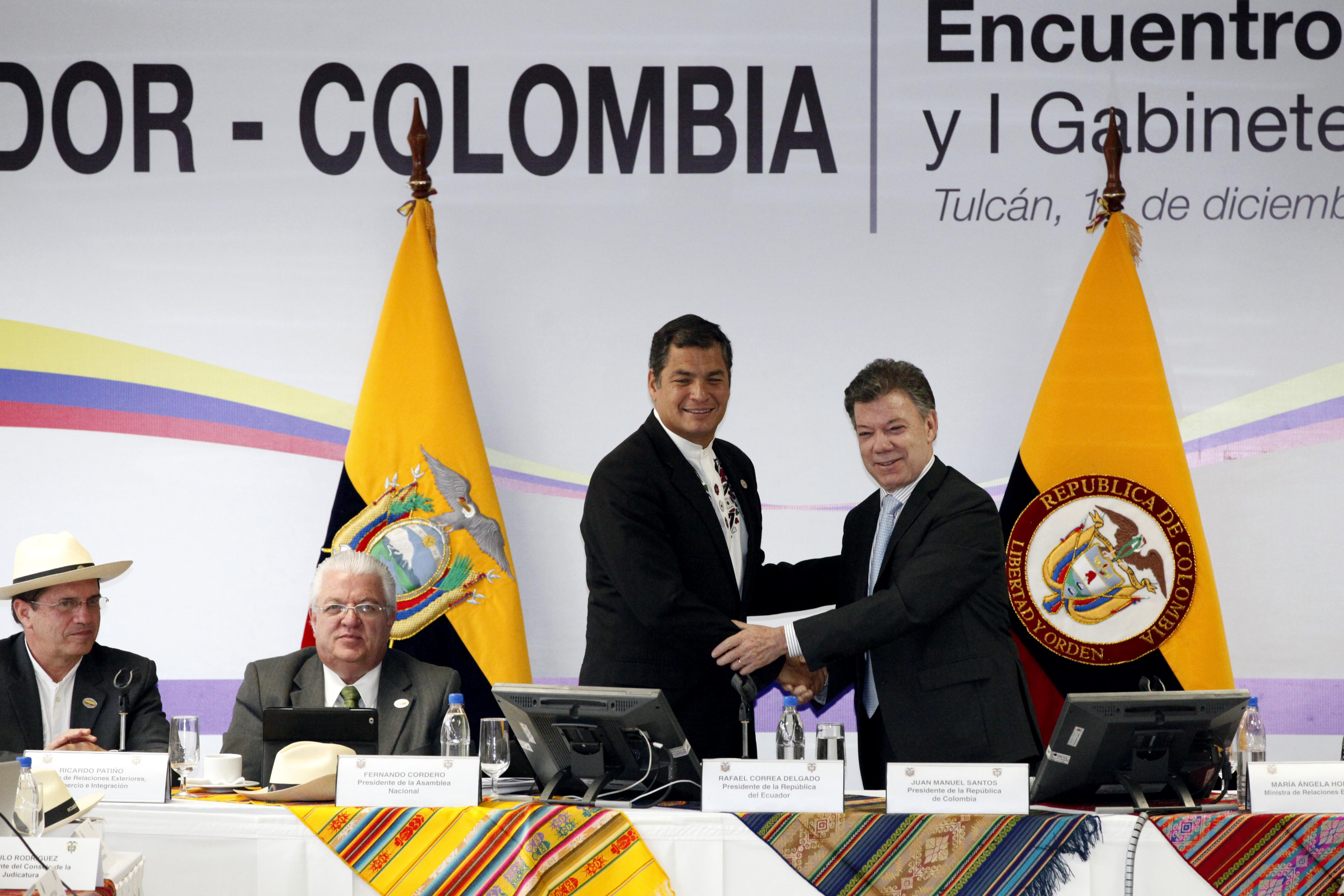

En el 2012, se estableció el gabinete binacional entre Colombia y Ecuador en Tulcán.
Desde 2017 se registraron ataques terroristas en la frontera norte de Ecuador con Colombia.
El 18 de abril de 2018 Ecuador renunció como país garante en el proceso de paz que en el cual albergaba la sede de los diálogos desde febrero de 2017 entre la guerrilla ELN y el gobierno de Colombia .
Entre el 9 y el 10 de mayo de 2019, el fondo Binacional de Colombia-Ecuador aprobó varios proyectos en la Zona de Integración Fronteriza (ZIFEC), entre los proyectos que fueron aprobados:
- Deportivos: Juegos Deportivos Binacionales de Integración Fronteriza Colombia–Ecuador & Juegos Binacionales Indígenas
- Culturales: Encuentro Binacional de Música de Marimbas & Cantos y Danzas & Cocinas Tradicionales Colombia–Ecuador
- Económicos: Fortalecimiento Productivo & Comercial de la ZIFEC
- Infraestructurales: Construcción de los puentes Chiles–Tufiño & El Carmelo-La Victoria

## Medio Ambiente
En 2008, el gobierno de Ecuador denunció al gobierno de Colombia ante la Corte Internacional de Justicia en La Haya, debido a las fumigaciones con glifosato que estaba realizando el gobierno colombiano en los departamentos limítrofes de Nariño y Putumayo para erradicar cultivos de cocaína, estas fumigaciones afectaban gravemente a los pobladores de las provincias ecuatorianas de Carchi, Esmeraldas y Sucumbíos, así como la fauna y flora nativa.
En 2013, el gobierno de Colombia llegó a un acuerdo con el gobierno ecuatoriano, en el cual, Colombia compensaría a Ecuador por 15 millones de dólares por los efectos nocivos que habían causado las fumigaciones. Tras esta compensación, Ecuador retiró su demanda.

## Transporte
En 2011, los gobiernos de Colombia y Ecuador aprobaron un acuerdo de construcción del puente fronterizo de Rumichaca, con el fin de aumentar el comercio, el turismo y la movibilidad en las zonas limítrofes.

## Comercio

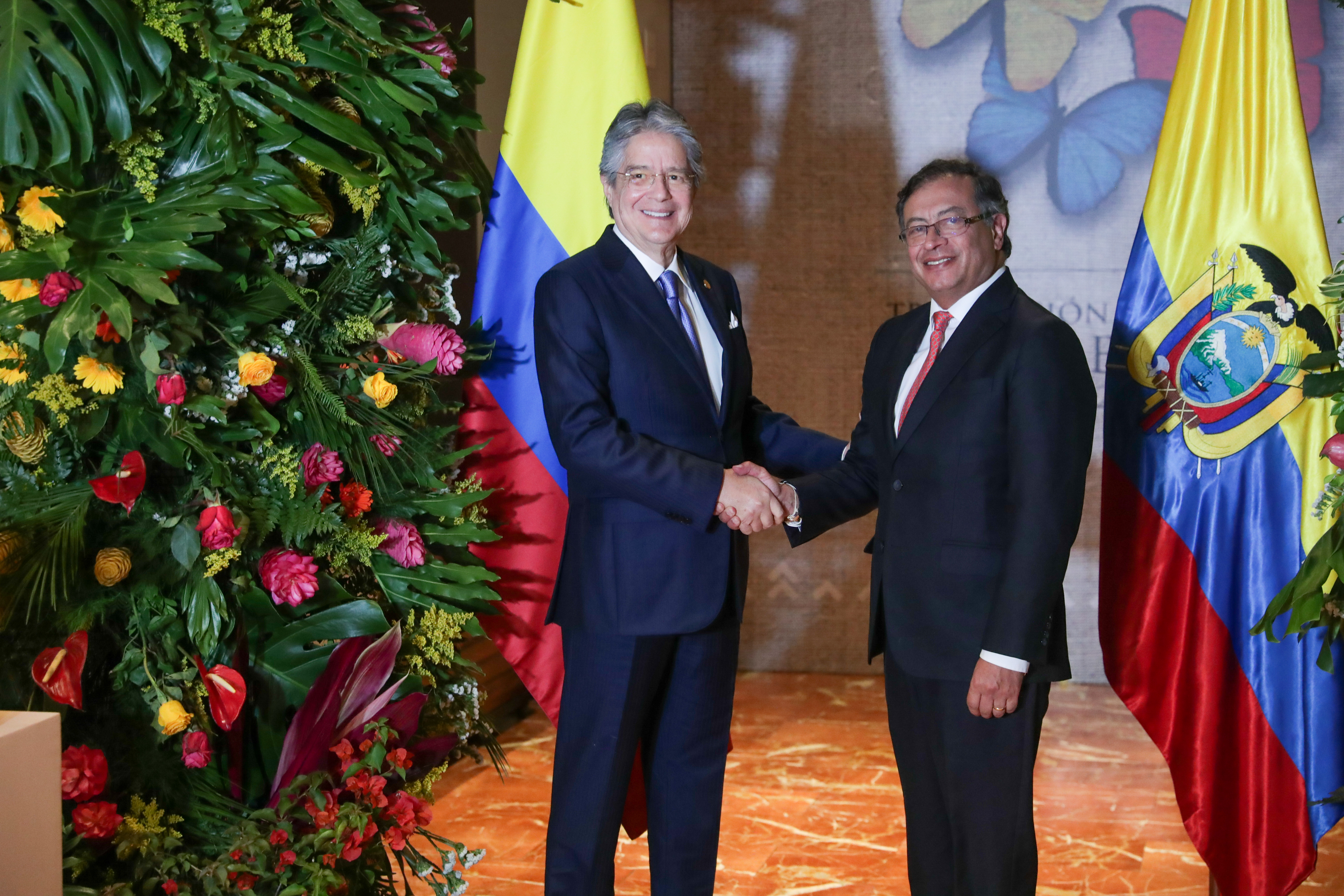
Los presidentes Guillermo Lasso y Gustavo Petro en 2022.

En el 20 de junio de 1989, Colombia y Ecuador formaron la Comisión de Vecindad Integración Colombo-Ecuatoriana, que busca incentivar el comercio entre las dos naciones. Entre 1991 y 1992, Ecuador exportaba en promedio un 1,74% del total de sus exportaciones a Colombia. A partir de 1993, Colombia y Ecuador conforman la Zona Andina de Libre Comercio de la Comunidad Andina. Durante los siguientes años, la liberalización económica de la Comunidad Andina, permitió facilitar el comercio entre los dos países, específicamente, en 1993, las exportaciones de Ecuador inicialmente llegaron a representar un 4,80% en el mercado de Colombia pero, a finales del año 1995, representaban el 5,78%.
Entre los años 1996 y 1998, las exportaciones ecuatorianas a Colombia llegaron a representar en promedio el 6,55% del total de exportaciones de Ecuador hacia diferentes países. Siendo Colombia el segundo principal socio comercial de Ecuador durante esos años. A partir del 1999, las exportaciones de Ecuador a Colombia disminuyeron de 6,72% en 1998 a 5,11% en 1999.
Tras la crisis financiera global de 2008 y la crisis diplomática de ese mismo año, sumandole la caída de los precios del petróleo, en enero de 2009, Ecuador decidió restringir las importaciones, esta medida principalmiente afectó a la Comunidad Andina, lo cual perjudicó el comercio entre estos dos países. Estas medidas redujeron las exportaciones un 13% y las importaciones un 14% entre Colombia y Ecuador. 
A partir del 2010, Ecuador poco a poco empezó a remover este tipo de medidas, lo cual ocasionó que las exportaciones aumentarán un 6% y las importaciones un 26%. Entre los principales bienes o servicios que aporta Colombia al mercado ecuatoriano están los productos farmacéuticos, industriales, automovilísticos y de higiene, en cambio, lo que Ecuador aporta principalmente a Colombia son los productos textiles y alimentos.

## Misiones diplomáticas residentes
| de Colombia en Ecuador - Quito (Embajada) - Tulcán (Consulado-general) - Santo Domingo (Consulado-general) - Nueva Loja (Consulado-general) - Guayaquil (Consulado-general) - Esmeraldas (Consulado-general) | de Ecuador en Colombia - Bogotá (Embajada) - Barranquilla (Consulado-general) - Cali (Consulado-general) - Cartagena (Consulado-general) - Ipiales (Consulado-general) - Medellín (Consulado-general) - Popayán (Consulado-general) |